# Infinity Man and the Forever People
Infinity Man and the Forever People — серия комиксов, которую в 2014—2015 годах издавала компания DC Comics.

## Синопсис
Пришельцы с Нового Генесиса являются на Землю, чтобы помочь людям, пока не узнают об истинной цели своей миссии. Они сталкиваются c Человеком-бесконечностью.

### Выпуски
| № | Название                            | Дата выхода     | Кол-во страниц | Оценка на Comic Book Roundup    | Предполагаемый объём продаж (первый месяц) |
| - | ----------------------------------- | --------------- | -------------- | ------------------------------- | ------------------------------------------ |
| 1 | Planet of the Humans                | 11 июня 2014    | 32             | 7,3 из 10 на основе 20 рецензий | 24 907, позиция в Северной Америке — 88    |
| 2 | Wake Unto Me                        | 9 июля 2014     | 32             | 6,4 из 10 на основе 6 рецензий  | 15 903, позиция в Северной Америке — 172   |
| 3 | The Man, The Myth, The Legend       | 20 августа 2014 | 32             | 7,7 из 10 на основе 5 рецензий  | 12 390, позиция в Северной Америке — 162   |
| 4 | Milk Run                            | 22 октября 2014 | 32             | 5,5 из 10 на основе 4 рецензий  | 10 275, позиция в Северной Америке — 224   |
| 5 | …There Shall Be No New Gods!        | 26 ноября 2014  | 32             | 8,4 из 10 на основе 2 рецензий  | 9 350, позиция в Северной Америке — 196    |
| 6 | The Terror of Mecha-Darkseid!       | 24 декабря 2014 | 32             | 9,2 из 10 на основе 2 рецензий  | 11 261, позиция в Северной Америке — 190   |
| 7 | Resolutions                         | 28 января 2015  | 32             | н/д                             | 7 797, позиция в Северной Америке — 213    |
| 8 | The Equations of Life and Anti-Life | 4 марта 2015    | 32             | н/д                             | 7 363, позиция в Северной Америке — 230    |
| 9 | A Matter of Interpretation          | 25 марта 2015   | 32             | н/д                             | 6 944, позиция в Северной Америке — 241    |

### Ваншоты
| № | Название    | Дата выхода      | Кол-во страниц | Оценка на Comic Book Roundup   | Предполагаемый объём продаж (первый месяц) |
| - | ----------- | ---------------- | -------------- | ------------------------------ | ------------------------------------------ |
| 1 | Futures End | 10 сентября 2014 | 32             | 6,3 из 10 на основе 6 рецензий | 39 280, позиция в Северной Америке — 72    |

### Сборники
| Название                     | Тип            | Дата выхода  | Собранный материал                                                                            | Кол-во страниц | ISBN                       |
| ---------------------------- | -------------- | ------------ | --------------------------------------------------------------------------------------------- | -------------- | -------------------------- |
| Vol. 1: Planet of the Humans | Мягкая обложка | 24 июня 2015 | Infinity Man and the Forever People #1-9, Infinity Man and the Forever People: Futures End #1 | 200            | 978-1401254803, 1401254802 |

## Отзывы
На сайте Comic Book Roundup серия имеет оценку 7,4 из 10 на основе 39 рецензий. Джесс Камачо из IGN дала первому выпуску 7 баллов с половиной из 10 и написала, что «это идеальная отправная точка для людей, которые мало или совсем ничего не знают о Новых Богах». Дуг Завиша из Comic Book Resources отмечал потенциал серии. Пирс Лидон из Newsarama поставил дебюту оценку 4 из 10 и посчитал, что он нечем особо не выделился по сравнению со старыми комиксами об этих персонажах. Его коллега Джастин Патридж дал первому выпуску такой же балл и подчеркнул, что он «выглядит красиво, но не предлагает ничего существенного для поклонников комиксов». Тони Герреро из Comic Vine вручил дебюту 4 звезды из 5 и написал, что это не совсем то, чего он ожидал, но был рад прочесть этот комикс.